# Dumuzi
Vous lisez un « article de qualité » labellisé en 2017.
Dumuzi (« Fils légitime » en sumérien), aussi appelé Dumuzid ou, en babylonien, Tammuz, est un dieu de l'abondance de la Mésopotamie antique dont les premières traces écrites et iconographiques apparaissent au IIIe millénaire av. J.-C.
Il figure dans la Liste royale sumérienne comme « Dumuzi le berger », roi de Bad-Tibira, cinquième roi de la première dynastie archaïque sumérienne de la période légendaire d'avant le Déluge. Il est par ailleurs repris sous le nom de « Dumuzi le pêcheur », roi de la ville d'Uruk Kulaba.
À la suite de son mariage, rappelé par la symbolique rituelle du Mariage sacré, avec la déesse Inanna, il devient le berger du peuple et rapproche ainsi le roi de Sumer de l'état divin. Mais, son épouse, au retour d'un séjour qu'elle passe aux Enfers, le choisit pour l'y remplacer. Il meurt donc et est alors considéré comme une divinité infernale. Sa mort symbolise l'arrivée de l'été brûlant, de la sécheresse et de la pénurie de nourriture ; elle inspire l'écriture de nombreux textes de lamentations. Il ressuscite, cependant, au début de chaque printemps et est remplacé aux Enfers par sa sœur Geshtinanna. Son retour symbolise le renouveau de la vie et la réapparition de l’abondance.
À partir du XVIIIe siècle av. J.-C., le rituel du Mariage sacré tombe dans l'oubli et le dieu de l’abondance Dumuzi devient Tammuz, une divinité secondaire principalement rattachée aux Enfers. Considéré comme le prototype du dieu mourant, son culte connaît un renouveau vers la fin du Ier millénaire av. J.-C. sous le nom d'Adon. Son mythe présente des similitudes avec d'autres comme celui de Perséphone et rappelle des éléments présents dans le récit de la Passion du Christ. Tammuz est mentionné dans l'Ancien Testament et son culte semble survivre jusqu'au Xe siècle apr. J.-C. sous forme de lamentations qui lui sont adressées.

## Les récits mythologiques
Le mythe de Dumuzi est issu d'une tradition orale ancienne qui a donné naissance à un véritable « cycle de Dumuzi » et dont les premiers documents écrits en sumérien datent du IIIe millénaire av. J.-C. La majeure partie des textes littéraires sont des œuvres en sumérien dont les copies datent de la période d'Isin-Larsa (du XVIIIe siècle av. J.-C. au XVIe siècle av. J.-C.).
Les documents les plus tardifs datent de l'époque néo-babylonienne (XIe siècle av. J.-C. - VIe siècle av. J.-C.), ils ont été retrouvés dans la bibliothèque du temple de Shamash à Sippar. Rédigés en sumérien et en akkadien, ils consistent en des textes de lamentations d'Ishtar (version sémitique d'« Inanna ») relatifs à la mort de Tammuz.
L'ensemble de ces documents est classé en quatre groupes :
1. les textes mythologiques, se référant principalement à la mort de Dumuzi dont le mythe de la Descente d'Inanna aux Enfers pour lequel il existe deux versions principales : l'une en sumérien qui contient quatre cents lignes et l'autre, plus courte, écrite au IIe millénaire av. J.-C. en akkadien est constituée de cent trente-huit lignes[7] ;
2. des textes de poésie pastorale et de poésie d'amour se référant principalement au mariage de Dumuzi et Inanna. Ils étaient majoritairement utilisés lors de cérémonies de mariage ou comme littérature amoureuse ;
3. de brèves chansons déplorant principalement la disparition et la mort de Dumuzi, chansons se confondant parfois avec d'autres mythes. Quelques chansons sont joyeuses ou humoristiques ;
4. des lamentations (longs poèmes rédigés en sumérien), en particulier de la période paléo-babylonienne.

Il n'existe que peu de doubles, la majeure partie des textes littéraires sumériens relatifs à Dumuzi sont uniques ou presque. Beaucoup sont écrits en dialecte emesal dont les lamentations qui existent sous forme de balag (lamentations liturgiques accompagnées par des sortes de cymbales et de lyres) à la compositions très répétitives ou sous forme d'ershemma (récités par des lamentateurs accompagnés d'un tambourin). Ces derniers s'étendent plus sur des détails qui entourent les événements de la mort de Dumuzi et fournissent ainsi aux historiens de précieuses indications sur les rites funéraires de l'époque. Il y a plusieurs textes écrits sous forme syllabique et, donc, transmis phonétiquement. Apparemment, ils ont pu être chantés par des gens qui n'ont peut-être pas pu en comprendre pleinement le sens,.
Ainsi, les récits mythologiques concernant Dumuzi s'articulent principalement autour de deux événements principaux : son mariage avec la déesse Inanna, sa parèdre, et l'exil dans les Enfers que lui impose son épouse. Dumuzi apparaît également dans deux épopées mésopotamiennes : le Mythe d'Adapa et l'Épopée de Gilgamesh.

### Le mariage de Dumuzi
L'association de Dumuzi avec Inanna/Ishtar est au cœur de son culte et de son iconographie. Cette relation est mise en évidence dans les chansons d'amour et les textes mythologiques, où Dumuzi est souvent décrit comme le consort d'Inanna/Ishtar. Leur amour et leur dynamique relationnelle sont centraux dans plusieurs mythes, y compris ceux qui traitent de la mort et de la résurrection de Dumuzi, reflétant les cycles de la fertilité et des saisons.

#### L'appel d'Inanna
Dans cette première version, Inanna choisit et appelle Dumuzi qu'elle élève au rang de divinité.
J'ai jeté les yeux sur tout le peuple,

J'ai appelé Dumuzi à la divinité du pays,

Dumuzi, le bien-aimé d'Enlil,

Ma mère le chérit,

Mon père l'exalte…
— Texte sumérien de poésie d'amour - Fin du IIIe millénaire av. J.-C.
À la suite de quoi la déesse se baigne, se frotte avec du savon et s’habille de ses « vêtements de pouvoir ». Elle convoque ensuite Dumuzi dans son sanctuaire, duquel émanent des chants et des prières afin que son futur amant prenne du plaisir auprès d'elle.

La présence de Dumuzi emplit la déesse de tant de désir que, sans attendre, elle chante un poème à la gloire de sa vulve. Celle-ci devient une corne, un « vaisseau du ciel », un « croissant de la nouvelle lune », une « terre en jachère » ou un « monticule ».
Pour moi, ma vulve,

Pour moi, le monticule élevé,

Pour moi, la vierge, pour moi, qui la labourera ?

Ma vulve, terre arrosée, pour moi,

Moi, la Reine, qui amènera le taureau ?
— Texte sumérien de poésie d'amour  - Fin du IIIe millénaire av. J.-C.

La réplique (chantée par l'assistance) ne se fait pas attendre :
Ô Dame Souveraine, le roi la labourera pour toi,

Dumuzi, le roi, la labourera pour toi.
— Texte sumérien de poésie d'amour - Fin du IIIe millénaire av. J.-C.
Inanna répond alors joyeusement : « Laboure ma vulve, homme de mon cœur ». Ensuite, la végétation tout autour des deux amants devient florissante. Inanna, jeune et heureuse épouse de Dumuzi part habiter avec son mari et s’installe dans la « maison de vie » et la « maison du roi ». Elle boit du lait frais et crémeux en échange de quoi elle protège le « divin magasin », « l'étable sacrée » et veille sur la « maison où le destin de toutes les terres se décide ».
Dans ce poème à la forte teneur érotique, Dumuzi est peu actif et fait l'objet d'un choix unilatéral de la part d'Inanna. Celle-ci ne peut plus attendre davantage avant de rencontrer son amant afin qu'il lui « laboure » sa vulve. Mais, la version suivante montre un Dumuzi beaucoup plus actif : d'abord éconduit par la déesse, il doit entrer en concurrence avec un autre prétendant.

#### L'agriculteur et le berger

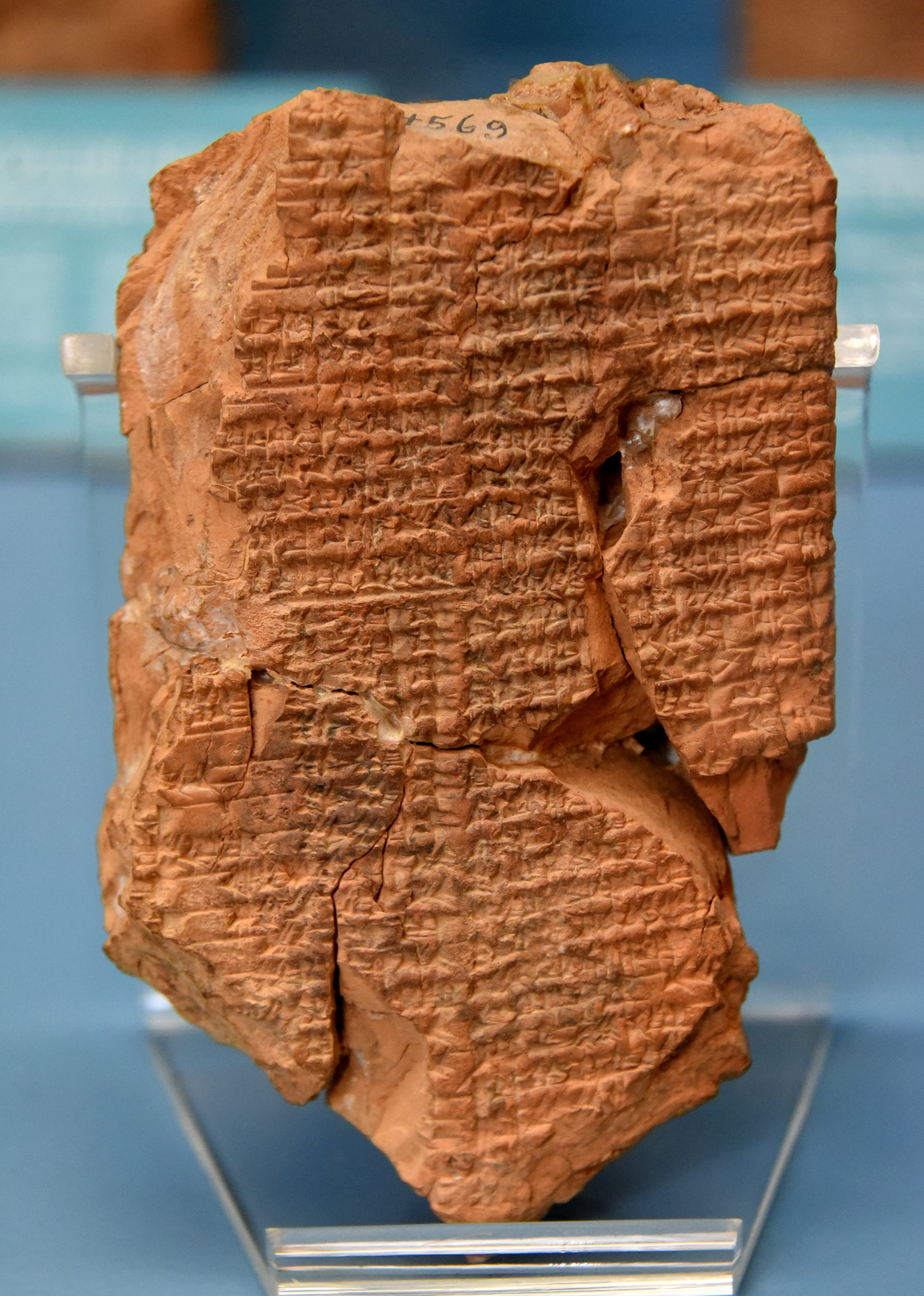
Tablette décrivant en sumérien l'épisode où Enkimdu et Dumuzi essayent de gagner la main de la déesse Inanna. Nippur, (Musée archéologique d'Istanbul, Turquie).

Cette version oppose « Dumuzi le berger » à Enkimdu, dieu des agriculteurs, auquel il dispute les faveurs de la déesse Inanna. Pour arriver à ses fins, aidé en cela par le dieu soleil Utu (le frère d'Inanna), Dumuzi oppose ses produits d'origine animale à ceux d'Enkimdu, l'agriculteur, qui apporte ses produits agricoles.
Le fermier, plus que moi, le fermier plus que moi,

Le fermier, qu'a-t-il plus que moi ?

S'il me donne sa farine noire,

Je lui donne, au fermier, ma brebis noire,

S'il me donne sa farine blanche,

Je lui donne, au fermier, ma brebis blanche.

S'il me verse sa bière la meilleure,

Je lui verse, au fermier, mon lait jaune…
— Texte de poésie d'amour « Le mariage d'Inanna » - Période d'Isin-Larsa (XVIIIe siècle av. J.-C.)
Bien qu'au début de l'histoire Inanna préfère l'agriculteur, elle finit par choisir Dumuzi, plus riche et plus cultivé, et par l'épouser. Samuel Noah Kramer voit également, à travers Dumuzi, un personnage à l'humeur belliqueuse, conquérant le cœur d'Inanna à grands coups d'éclat (les vers ci-dessus en sont l'illustration) alors que le personnage d'Enkimdu est plus pacifiste. En bon garçon, l'agriculteur arrête la dispute et propose de mettre ses prairies à disposition des troupeaux du berger. Dumuzi, quant à lui, invite l'agriculteur à son mariage au cours duquel Enkimdu offre les produits de ses champs en cadeaux de noces à Inanna.

Ici aussi, le mariage déifie Dumuzi et rapproche donc tous les rois de Sumer de l'état divin. Il assure un règne d’abondance et de richesse.
Lorsque le seigneur, pasteur Dumuzi, couché près de moi, la divine Inanna

Aura pétri mon sein laiteux et succulent,

Lorsqu'il aura porté la main sur ma divine vulve

Lorsqu'il aura, tel un bateau […]

Lorsque, tel un bateau élancé, il y aura porté la vie

Lorsqu'il m'aura caressée sur le lit,

Alors, je le caresserai et lui décréterai une destinée heureuse !

Oui, je caresserai Shulgi, le bon Pasteur et lui décréterai une destinée heureuse !

Et tout en flattant ses lombes, je lui décréterai pour destin le pastorat universel !
— Hymne au Roi Shulgi Troisième Dynastie d'Ur

#### Romance dans les jardins
Dans cette version, Inanna et Dumuzi sont deux jeunes amoureux. Dumuzi fait secrètement la cour à Inanna qui, de son côté, cache cette liaison à ses parents. Elle doit en effet leur demander l'autorisation de partager le lit de son prétendant Dumuzi.

Le poème commence par le monologue d'Inanna qui rencontre son amoureux : 
La nuit dernière, alors que moi, la Reine, je resplendissais,

La nuit dernière, alors que moi, la Reine du Ciel, je resplendissais.

Je resplendissais, je dansais à l'entour,

Je chantais à la clarté de la lumière montante,

II me rencontra, il me rencontra,

Le seigneur Kuli Anna me rencontra,

Le seigneur mit sa main dans ma main,

Ushumgal-anna m'étreignit.
— Texte sumérien de poésie d'amour

Ensuite, pour ne pas devoir mentir à sa mère, Inanna prétend s'être efforcée de se libérer de l'étreinte de Dumuzi :
Voyons, voyons, taureau sauvage, laisse-moi, je dois aller à la maison,

Kuli-Enlil (Ami d'Enlil), laisse-moi, je dois aller à la maison,

Que dirai-je pour tromper ma mère ?

Que dirai-je pour tromper ma mère Ningal ?
— Texte sumérien de poésie d'amour
Dumuzi fournit, ensuite, la réponse qu'Inanna doit donner à sa mère : 
Je vais te l'apprendre, je vais te l'apprendre,

Inanna, la plus rusée des femmes, je vais te l'apprendre.

Dis : mon amie m'a emmenée au jardin public,

Là, elle m'a récréée de musique et de danse,

Son chant le plus doux, elle a chanté pour moi,

En doux plaisir j'ai passé le temps.

Avec cette ruse tiens tête à ta mère,

Cependant, au clair de lune, assouvissons notre passion,

Je préparerai pour toi un lit pur, doux et noble,

Je passerai ce doux moment avec toi en plénitude et joie.
— Texte sumérien de poésie d'amour
Mais, tôt ou tard, Dumuzi, ayant goûté à l'amour d'Inanna, doit promettre de prendre la déesse comme épouse légitime. Soutenu ensuite par sa sœur Geshtinanna et le dieu soleil Utu, il demande et obtient la main de la déesse auprès de ses parents Nanna et Ningal.
À cette version, s'ajoutent plusieurs épisodes indépendants où Inanna s'interroge sur les origines familiales de son nouveau mari, où Dumuzi construit la maison du couple et où Inanna découvre une servante dans le lit de son époux,.

### La mort de Dumuzi

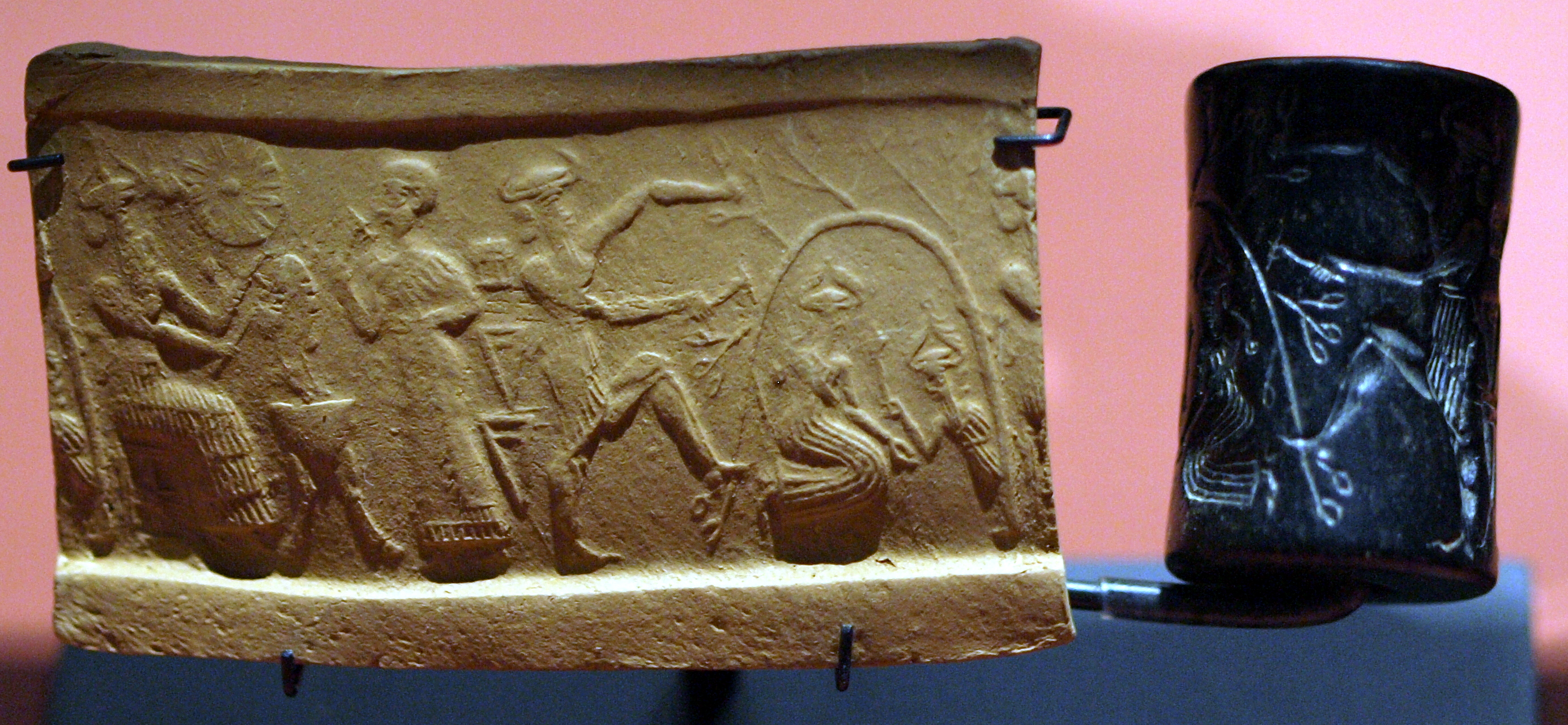
Sceau-cylindre : Dieu soleil en été brûlant les plantes et Dumuzi le dieu de la fertilité revenant des Enfers (à droite). - Girsu - Époque d'Akkad, vers -2340–-2150 Chlorite Musée du Louvre - OA 11566.

L'autre événement qui compose la mythologie de Dumuzi se situe à la fin du mythe de la Descente d'Inanna aux Enfers. Inanna, accompagnée de sept gardiens des Enfers (« Gallu » : les démons ou brigands), revient du monde d'en bas et cherche une personne pour l'y remplacer. Après quelques investigations, elle découvre son époux, Dumuzi, confortablement installé sur « une estrade majestueuse » près du pommier de Kulaba,.
Bon, dirent les démons, nous allons poursuivre

jusqu’au grand pommier du plat-pays de Kulaba !

Ils l’escortèrent (Inanna) donc jusqu’au grand pommier

du plat-pays de Kulaba !

Dumuzi s’y trouvait confortablement installé

sur une estrade majestueuse !
— Descente d'Inanna aux Enfers - Littérature sumérienne
Furieuse, car Dumuzi n'a pas respecté le deuil qu'il aurait dû suivre à la disparition de son épouse, Inanna ordonne aux Gallu de le capturer afin qu'il la remplace aux Enfers. Dumuzi pleure et demande à son beau-frère Utu de le transformer en serpent. Celui-ci, ému par les pleurs du berger, accepte de l'aider. Dumuzi s'enfuit dans la steppe. Selon la chercheuse Bénédicte Cuperly qui relit et étudie les textes, Inanna ne condamne pas complètement Dumuzi par colère et seule une partie de lui est remise aux Gallu : la « chose » (partie manquante sur la tablette) de Dumuzi..
À cet endroit, le texte se trouve en mauvais état, la suite du récit est donc encore mal connue. Apparemment, Dumuzi s'en va chez sa sœur Geshtinanna et, malgré son aide, est capturé et emmené dans le monde inférieur par les Gallu.
D'autres récits concernant la mort de Dumuzi ont été retrouvés et traduits. S'ils présentent de légères différences avec la Descente d'Inanna aux Enfers, ils permettent de reconstituer la trame du récit. Dans un texte intitulé Dumuzi et Geshtinanna retrouvé dans l'ancienne ville d'Ur, Inanna revient seule des Enfers et reprend sa vie normale. Au bout de quelques jours, elle est rejointe par les Gallu qui lui rappellent qu'elle doit encore trouver une personne afin de la remplacer dans le monde inférieur. Dans cette version, Inanna livre Dumuzi sans même donner de raison, sinon qu'elle craint de retourner dans le monde d'en bas. Les démons sont ici plus cruels et battent Dumuzi pendant qu'il implore l'aide d'Utu. Celui-ci, contrairement à la Descente d'Inanna aux Enfers, lui accorde assistance plus par justice que par pitié et le transforme également en serpent,.
"Utu tu es un juge équitable, ne permets pas que l'on me maltraite !

Change (je t'en prie) mes mains, modifie mon apparence,

afin que je puisse échapper à mes démons et qu'il ne m'attrapent pas !

Tel un sepent saĝkal, je traverserai pâturages et montagnes

je veux me réfugier cher (ma) soeur Ĝeštinana !"

Utu agréa ses larmes.

Il changea complètement ses mains, modifia de fond en comble son apparence

Tel un sepent saĝkal, il traversa pâturages et montagnes

Tel un oiseau qui sʹest échappé en volant des serres dʹun faucon, Dumuzi, cherchant à sauvegarder ainsi sa vie,

se réfugia chez Ĝeštinanna.
— Dumuzi et Geshtinanna - Littérature sumérienne
Un autre texte, probablement plus ancien, où Inanna n'entre nullement en scène et ne livre pas Dumuzi aux démon,, Le Rêve de Dumuzi, commence alors que Dumuzi se trouve seul dans la steppe où il se lamente plein de funestes pressentiments.
Son cœur se gonfla de larmes, il sortit vers la steppe.

L'homme — son cœur se gonfla de larmes —, il sortit vers la steppe.

Dumuzi — son cœur se gonfla de larmes —, il sortit vers la steppe.

(Son) bâton est suspendu à son cou, il se lamente.

« Élève une plainte, élève une plainte, steppe, élève une plainte !

Steppe, élève une plainte, marais, pousse un cri !

Écrevisse de la rivière, élève une plainte !

Grenouille de la rivière, pousse un cri !

Ma mère va certainement le demander à grands cris,

Ma mère, ma Duttur va certainement le demander à grands cris

Ma mère va certainement demander à grands cris ce que je lui apportais (habituellement)

Ma mère va certainement demander à grands cris tout ce que je lui apportais (habituellement). »
— Le Rêve de Dumuzi - Littérature sumérienne
C'est alors qu'il s'endort, fait un rêve prémonitoire à la suite duquel il appelle sa sœur Geshtinanna afin de pouvoir l'interpréter.
Il se coucha parmi les fleurs, il se coucha parmi les fleurs, le pâtre se coucha parmi les fleurs.

Comme un pâtre se couche parmi les fleurs, il se coucha, (lui,) pour rêver.

Il bondit sur ses pieds —«  Dans un rêve… » —, il frissonna, il était hébété.

Il se frotta les yeux, un profond silence régnait.

« Amenez-la, amenez-la, amenez ma sœur ! Amenez ma Geshtinanna, amenez ma sœur !

Amenez mon scribe experte en tablettes, amenez ma sœur !

Amenez ma musicienne qui connaît les chants, amenez ma sœur !

Amenez ma vive petite qui connaît le fond des choses, amenez ma sœur !

Amenez ma femme d'expérience qui connaît le sens caché des rêves, amenez ma sœur ! »
— Le Rêve de Dumuzi - Littérature sumérienne
La sœur de Dumuzi, Geshtinanna, interprète le rêve comme le signal de la mort prochaine de son frère. Elle découvre que dix gardiens des Enfers sont à la poursuite de son frère pour l'emmener aux Enfers. Elle cache Dumuzi entre les plantes au fond de son jardin. Les démons arrivent chez Geshtinanna et la questionnent en lui promettant une rivière remplie d'eau et un champ rempli de graines. Elle ne dit rien, mais c'est par un tour de tromperie auprès d'un ami de Dumuzi que les démons prennent connaissance de l'endroit où se trouve le berger. Dumuzi est retrouvé et capturé à l'aide d'un filet par les démons, comme s'il s'agissait d'un animal.
C'est à ce moment que son beau-frère Utu le sort d'affaires et le transforme en gazelle (et non plus en serpent). Mais, après une courte fuite et s'être fait attraper et transformer deux fois encore, il se cache dans sa bergerie où il est retrouvé par les démons et emmené aux Enfers. Le récit se termine par le saccage de sa bergerie.
Lorsque le (premier) des démons gallu entra dans la bergerie et le parc à bestiaux,

il jeta dans le feu […]

Lorsque le deuxième entra dans la bergerie et le parc à bestiaux,

il jeta dans le feu le (bâton de) bois manu.

Lorsque le troisième entra dans la bergerie et le parc à bestiaux,

il brisa le […] de la splendide baratte.

Lorsque le quatrième entra dans la bergerie et le parc à bestiaux,

de l'eau fut versée sur ses braises rougeoyantes.

Lorsque le cinquième entra dans la bergerie et le parc à bestiaux,

le magnifique gobelet fut décroché du clou d'où il pendait.

Après que le sixième fut entré dans la bergerie et le parc à bestiaux,

les barattes gisaient à terre, on n'y versait plus de lait.

Après que le septième fut entré dans la bergerie et le parc à bestiaux,

les gobelets gisaient à terre, Dumuzi n'était plus là, la bergerie était vouée à l'abandon.
— Le Rêve de Dumuzi - Littérature sumérienne
Dans le texte d'Ur, Geshtinanna, après avoir soigné Dumuzi, lui recommande de se cacher dans sa bergerie au cœur de la steppe. Mais les Gallu, sous les conseils d'une mouche, arrivent chez Geshtinanna pour la torturer. Elle ne leur révèle pourtant pas la cachette de son frère. Ici, c'est un petit démon (« la Mouche » dans la Descente d'Inanna aux Enfers) qui leur révèle l'endroit où le berger se cache.
Quoi qu'il en soit, Dumuzi meurt et est emmené dans le « Kur » (qui veut simultanément dire « montagnes » et « Enfers »),.

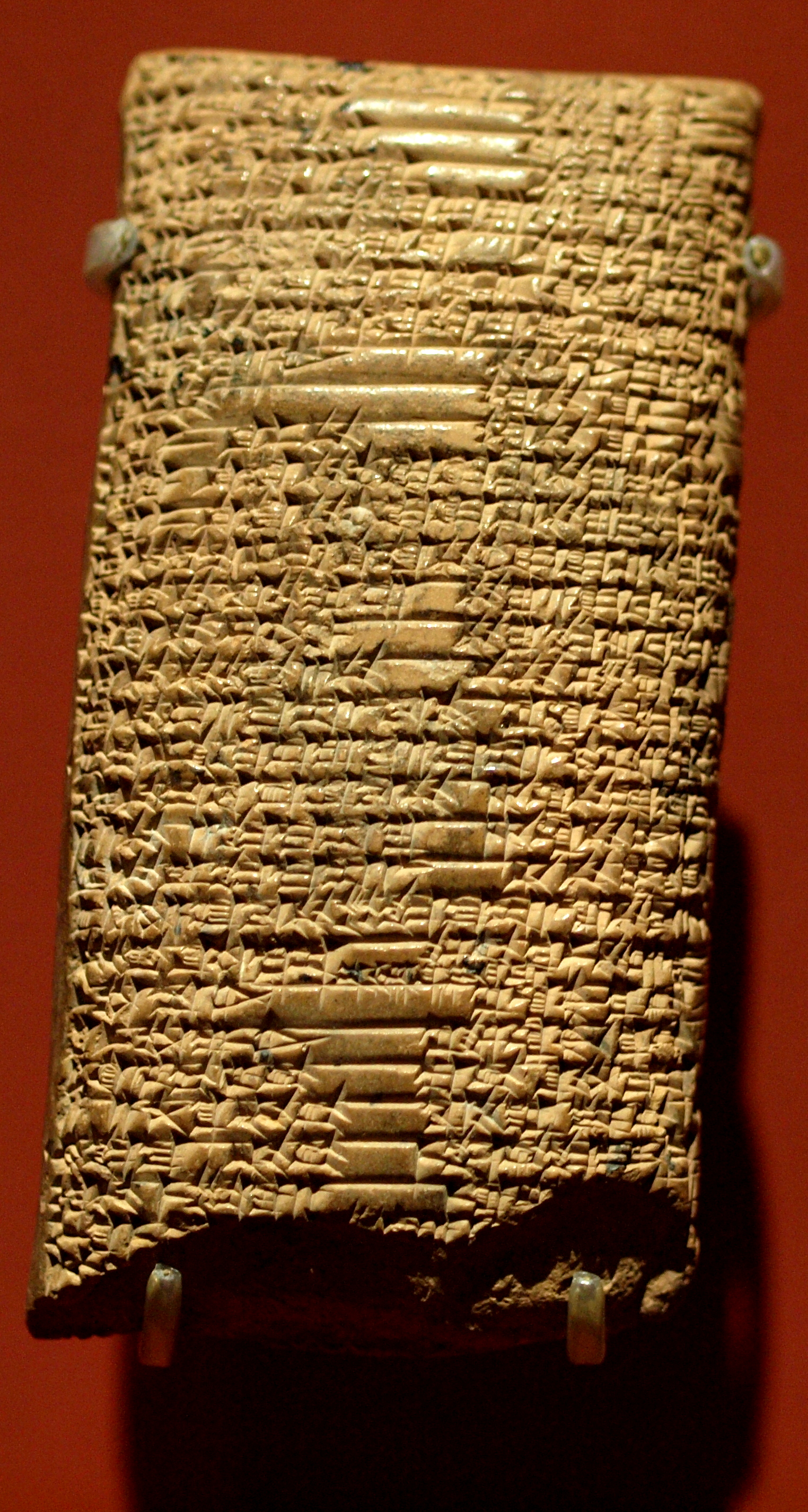
Lamentations de la sœur de Dumuzi - Époque paléo-babylonienne - Terre cuite - Musée du Louvre - OA 3023.

Dans la Descente d'Inanna aux Enfers Dumuzi, arrivé aux Enfers, voit sa peine allégée : il est autorisé à retourner sur terre six mois par an à condition d'être remplacé par sa sœur Geshtinanna pendant ce temps. Reste à savoir qui décide de cet allègement et pourquoi. En fonction des lacunes de la Descente d'Inanna aux Enfers tout est à lire entre les lignes : il se pourrait que ce soit Ereshkigal, déesse des Enfers, qui, apitoyée par les larmes de Dumuzi, adoucit le destin du malheureux. Elle décide donc qu'il ne restera qu'une partie de l'année aux Enfers et qu'il sera remplacé par sa sœur, Geshtinanna, le restant de l'année. Ou il est possible de deviner que c'est Geshtinanna qui demande à Inanna de pouvoir remplacer son frère la moitié de l'année aux Enfers. Face aux pleurs de la sœur de Dumuzi, Innanna accepte d’intercéder auprès d'Ereshkigal afin de soulager la peine du berger. Une restauration et une relecture du texte, permet de lire que c'est Inanna, dans un mouvement de deuil, qui, grâce aux indications d'une mouche, retrouve le corps de Dumuzi et lui permet un retour sur terre six mois par an. La conclusion du texte Dumuzi et Geshtinanna manque et, de ce côté, il est impossible de savoir grâce à qui le destin de Dumuzi est soulagé. Il semble même qu'une tablette entière soit encore manquante. Par ailleurs, les chercheurs ignorent si ce récit représente une version indépendante de l’histoire de Dumuzi ou s’il s’agit plutôt d’un extrait d’une œuvre plus longue. 
Comme [Innana] pleurait à cause de son époux, (elle dit) :

« Mon homme ! Après que tu fus emmené parmi les esprits errants,

À présent, hélas, [je vais fixer ta destinée ?] :

Toi : la moitié de l’année ; ta sœur : la moitié de l’année.

Le jour où on te fait venir : ce jour-là, que tu résides […]

Le jour où on la fera venir : ce jour-là, qu’elle […]. »
— Descente d’Inanna aux Enfers - XVIIe siècle av. J.-C.,
Dans la version akkadienne de la Descente d'Inanna aux Enfers — intitulé Descente d'Ishtar aux Enfers —, Ereshkigal donne instructions aux démons d'agir pour qu'Ishtar soit remplacée aux Enfers par Tammuz. L'un d'eux a aussi pour instructions de faire parfumer Tammuz, de le faire laver et soigner et de lui faire rencontrer des « filles de joie » afin qu'il soit enjoué quand il rencontre Ishtar à son retour.
Pour ce qui est de Tammuz, l’époux de son premier amour,

Fais-le se laver d’eau claire, se frotter de parfum,

Se revêtir d’une tenue d’éclat :

Qu’il batte de la Baguette bleue

Et que des filles de joie lui animent le cœur !
— Descente d’Ishtar aux Enfers - Littérature akkadienne
Dans cette version, Ereshkigal semble avoir manigancé pour que Tammuz n'ait pas l'air trop affligé par la disparition de sa femme. Par cette manœuvre, elle provoque la colère d'Ishtar alors que celle-ci rencontre un mari enjoué au lieu d'un époux éploré, endeuillé. La déesse des Enfers endosse donc une plus grande part de la responsabilité du sort du berger. La sœur de Tammuz — « Belili » en akkadien —, quant à elle, est horrifiée à l'idée d'être arrachée à son frère et Ereshkigal ajoute qu'il remontera sur Terre escorté par les pleureuses.
Or, Belili, ayant parachevé sa parure,

Sa poitrine était recouverte

D'un collier de perles d'onyx.

Lorsqu'elle ouït l'appel désespéré de son frère,

Elle arracha de son corps la parure

Et les perles d'onyx qui lui recouvraient le giron :

« C'est mon unique frère (criait-elle) :

Ne me l'arrachez pas ! »

Lorsque remontera Tammuz

Baguette bleue et Cercle rouge

remonteront avec lui!

Remonteront, pour l'escorter, ses pleureurs et pleureuses.
— Descente d’Ishtar aux Enfers - Littérature akkadienne
Il existe également des lamentations d'Inanna à propos de son mari mort. Elles sont en sumérien. Parmi celles-ci, deux poèmes sont traduits en anglais par Thorkild Jacobsen où Inanna voit le corps sans vie de son mari dans la steppe et pleure. Deux autres récits qui commencent par les lamentations d'Inanna sur la mort de son mari sont traduits en français par Jean Bottéro et Samuel Noah Kramer : Inanna et Bilulu et, plus troublant, la Complainte d'Inanna sur le trépas de Dumuzi dans lequel, malgré les lamentations de la déesse, Inanna livre elle-même son mari aux démons en faisant abattre sur lui un véritable ouragan. Les vents furieux emportent Dumuzi à Uruk où l'attendent les démons. La ville d'Uruk est par la même occasion ensevelie.

### Le Mythe d'Adapa
Sous un autre de ses aspects, que l'on retrouve notamment dans le Mythe d'Adapa, Dumuzi est l'un des deux gardiens, avec Ningishzida, du palais céleste d'Anu.
Coupable d’avoir terrassé Shutu, l'oiseau-vent du sud et de lui avoir brisé les ailes, Adapa doit se rendre au palais d’Anu afin de rendre compte de son forfait. Enki, craignant pour la vie de son serviteur, lui explique la conduite qu'il doit tenir pour s'en sortir vivant : il doit d'abord amadouer les portiers d'Enlil pour s'attirer leur soutien auprès d’Anu.
Avant de se mettre en route pour le palais céleste, Adapa s’habille pour le deuil. Il se présente à la porte des cieux et salue les deux divinités Dumuzi et Ningishzida. Les deux dieux lui demandent pourquoi il porte des vêtements de deuil. Adapa leur répond qu'il porte le deuil de deux divinités qui sont mortes : Dumuzi et Ningishzida. Après quoi les deux gardiens satisfaits ouvrent le passage à Adapa en lui promettant de parler en sa faveur.
En relation avec ce mythe, Dumuzi est rattaché à ce qui est aujourd'hui connu comme la constellation d'Orion. D'après la série de Mul Aplin (Ier millénaire av. J.-C.), cela correspond à la constellation mésopotamienne du « Fidèle Pasteur d'Anu ».

### Dumuzi et Gilgamesh
Le personnage de Tammuz est cité dans l'Épopée de Gilgamesh. Gilgamesh revient du combat au cours duquel il a tué le démon Humbaba, il se lave et s’habille d'une large ceinture et d'une robe, ce qui séduit Ishtar.
Mais Gilgamesh ne se laisse pas séduire par la déesse (appelée « princesse » dans le récit). Il se garde de son amour et lui reproche de n'avoir jusqu'alors créé que le malheur de ses amants dont il énumère ensuite la liste qui commence par Tammuz.
Pas un de tes amants

Pas un de tes favoris,

Qui aurait échappé à tes pièges !

Viens çà, que je te récite

Le triste sort de tes amoureux !

[…]

Tammuz, le chéri de ton jeune âge,

Tu lui as assigné

Une déploration annuelle !
— L'épopée de Gilgamesh (version Ninivite)

## Origines et fonctions
Le personnage de Dumuzi est assez complexe. Il apparaît, d'une part, comme un roi légendaire de Sumer, modèle du roi-berger appelé le « Pasteur des peuples » à la suite de son mariage avec la déesse Inanna et, d'autre part, comme un dieu de l'abondance, mêlant diverses traditions religieuses.

### Le roi légendaire
Si les historiens s’accordent à identifier Dumuzi comme roi déifié, les origines légendaires de celui-ci restent l'objet d'hypothèses. En effet, d'après la Liste royale sumérienne, il existe deux rois Dumuzi. L'un d'eux est connu, durant la période légendaire d'avant le Déluge, sous le nom de « Dumuzi le berger » seigneur de la ville de Bad-Tibira, durant un règne légendaire de 10 sars, soit 36 000 ans. Bad-Tibira est une ville connue comme le principal centre cultuel du dieu Dumuzi pendant la première dynastie archaïque et la période paléo-babylonienne,. L'autre est repris sous le nom de « Dumuzi le pêcheur » en tant que quatrième roi de la première dynastie d'Uruk-Kulaba. Or Kulaba est un lieu cité dans le mythe de la Descente d'Inanna aux Enfers.
Lequel des deux a-t-il construit la légende du roi-modèle, époux de la déesse Inanna ? Pour l'historien Jacob Klein, Dumuzi le Pêcheur semble être le roi par lequel le dieu Dumuzi est devenu roi légendaire.
Parmi les arguments avancés par l'historien, notons l'existence de récits dans lesquels deux rois qui précèdent Dumuzi le Pêcheur (Enmerkar et Lugalbanda) s'unissent avec la déesse Inanna — condition nécessaire pour assumer la royauté — sans qu'il soit fait référence à un quelconque Dumuzi. Le personnage de Dumuzi roi et époux d'Inanna n’apparaît qu'au cours des générations après celles d'Enmerkar et Lugalbanda. Ce n'est qu'à partir de la troisième dynastie d'Ur que les rois semblent s'identifier pleinement à Dumuzi ; cela probablement à la suite de l'attachement qu'ils ressentent pour les traditions littéraires et religieuses d'Uruk, ville d'où est apparemment originaire leur dynastie. Ainsi, le seigneur de Bad-Tibira connu sous le nom de « Dumuzi le Berger » ayant régné durant la période antédiluvienne de la Liste royale, pourrait n'être qu'une invention des historiographes de l'époque. Ceux-ci pourraient avoir conçu ce roi Dumuzi de Bad-Tibira comme roi humain déifié de la ville parce que s'y déroule le culte du dieu Ama-ushumgal-anna renommé Dumuzi le Berger.

### Le dieu de l'abondance

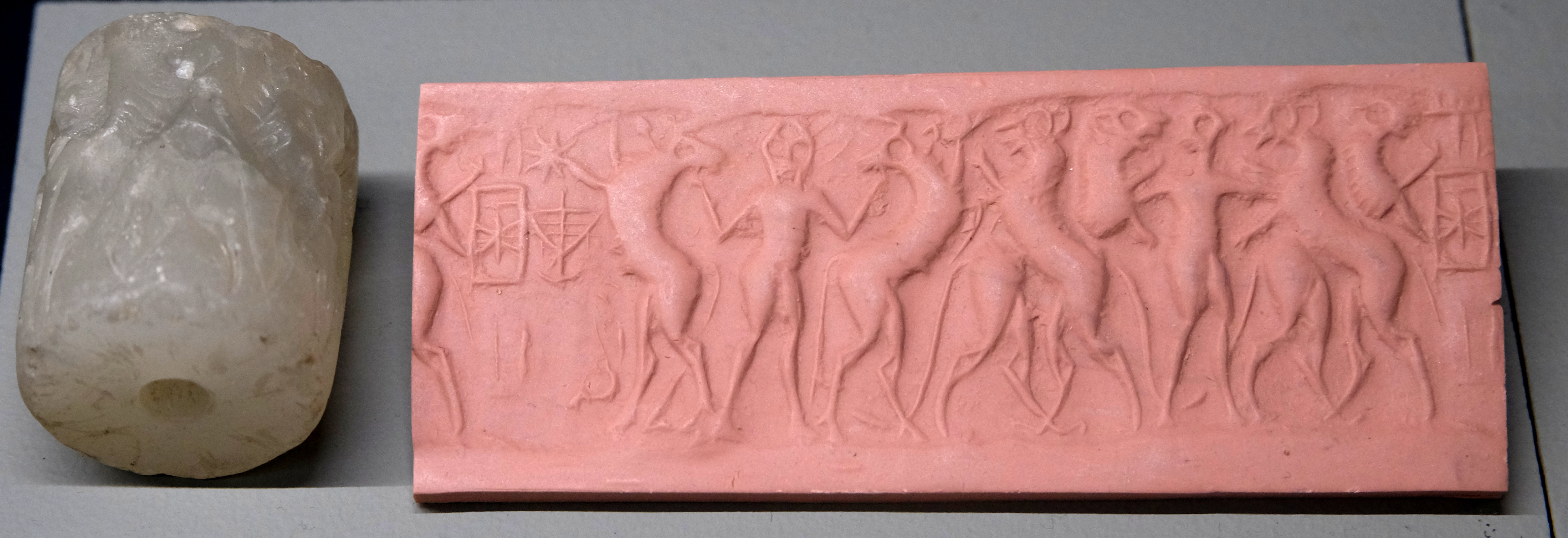
Un homme taureau s'en prend à quatre quadrupèdes. On y voit l'inscription Ama-Ushumgal, homonyme de Dumuzi. - Localisation inconnue -, Période des dynasties archaïques (-2900 - -2340) - Quartz - Musées royaux d'Art et d'Histoire de Bruxelles - MRAH O 615.

« Dumuzi », comme nom théophore, apparaît pendant la période des dynasties archaïques vers 2500 av. J.-C. : dans un hymne daté du milieu du IIIe millénaire av. J.-C. rédigé sur une tablette d'Abu Salabikh, le dieu apparaît sous le nom de « Ama-ushumgal-anna, ami d'Enlil »,,.
Dieu mourant de l'abondance, Dumuzi semble être le fruit de syncrétismes — probablement préhistoriques — réunissant plusieurs divinités de Sumer en relation avec le bétail, :
- un dieu berger de Bad-Tibira ;
- fils de Duttur, déesse de la chèvre ;
- fils de Ninsun, déesse du bétail.

Mais, il semble aussi intégrer des fonctions de dieux végétaux ou, pour le moins, reliés à l'alimentation, :
- Damu (un dieu de la végétation représenté par un enfant) qui incarne la sève des arbres et des plantes ;
- Ningishzida de Gisbanda ;
- Ama-ushumgal-anna, la puissance des dattiers et de leurs fruits[Note 13] ;
- Dumuzi du Grain, le pouvoir des grains et de la bière ;
- Dumuzi le Berger, représentant le pouvoir du lait.

De plus, selon l'historienne Dina Katz, Dumuzi partage non seulement des fonctions liées à la végétation et à l'abondance avec ces dieux, mais, comme eux, il meurt également en été et renaît au printemps. En outre, pour ces dieux comme pour Dumuzi, se produit progressivement — dans le courant de la Troisième dynastie d'Ur — un changement de fonction à la destruction des villes dont ils sont tutélaires : Damu de Girsu devient un dieu de la guérison, Ningishzida de Gisbanda devient le « Porte trône » des Enfers mésopotamiens et Dumuzi de Bad-Tibira en devient progressivement le guide des âmes.
Contrairement au mythe de la Descente d'Inanna aux Enfers où la déesse intervient, dans le mythe du Rêve de Dumuzi, raconté dans un style semblable à la tradition orale la plus ancienne,, le berger meurt sans être condamné par Inanna. Ce n'est qu'après avoir rêvé de sa propre mort et reçu un présage de sa sœur Geshtinanna qu'il est poursuivi par les démons, et non en raison d'une condamnation prononcée par Inanna. Le mythe souligne ainsi l’inéluctable destin que porte le jeune berger à être appelé, au travers de sa capture par les Gallu, à mourir sans aucune raison, de manière horrible et injuste. Pour l’historienne, le mythe de la Descente d'Inanna aux Enfers donne une raison et une coupable à la mort du berger alors qu'aucune n’existait antérieurement dans le Rêve de Dumuzi.
Dumuzi reste donc pendant une partie de l’année aux Enfers qui correspond à la période sèche et l’autre partie sur Terre, pour la période des cultures et des moissons, ce qui rattache le personnage au calendrier agricole. La relation entre Dumuzi et le retour du printemps se confirme par la position théorique de la constellation du Taureau (le « Taureau du Ciel » en relation avec Dumuzi) qui, au IIIe millénaire av. J.-C. sumérien, disparaît derrière le soleil entre les mois de janvier et avril. Plusieurs cylindres représentent un homme-taureau pourvu d'épis et de rameaux brûlant sous le soleil. Les différents éléments qui apparaissent autour de celui-ci indiquent qu'il pourrait représenter Dumuzi ou que le dieu pourrait en être le berger. Dumuzi apparaît également comme un jeune homme physiquement fort qui s'enrichit de la production des étables et des champs qu'il possède.

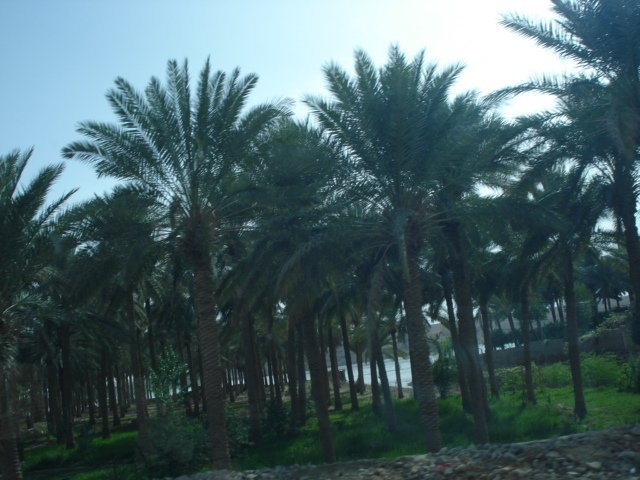
Dattiers près de l'Euphrate dans la région de Bagdad (Irak).

Dans une étude consacrée à Dumuzi, l'historien Thorkild Jacobsen place ce dernier dans la catégorie des divinités qu'il appelle « intransitives ». Contrairement aux autres dieux, Dumuzi n’est pas un dieu actif qui a le pouvoir de récompenser ou de punir les humains ou d’exaucer directement leurs prières. À part désirer et courtiser Inanna, Dumuzi ne « fait » rien de sa propre volonté. Toutefois, il « est » l'esprit, le dieu-force ou la puissance qui s'incarne dans la sève des arbres (Damu) et des dattiers (Ama-ushumgal-anna), dans les grains de blé ou dans le lait du bétail. Il s'agit d'une représentation très archaïque de l'idée de dieu : Dumuzi est un esprit qui ne « fait » rien pour les mortels, mais « habite » la plante, le lait ou ne « l'habite pas » (ou plus). Il « est » ou « n'est pas ». Il est « présent » ou « absent ». Dans cette optique, la meilleure façon de favoriser sa présence — et, donc, de favoriser l'abondance de nourriture — est de l'aimer, de le chérir quand il est présent et de le pleurer, le désirer lorsqu'il est absent. Comme le font Inanna et Geshtinanna dans le mythe de Dumuzi.
Dans le Mythe d'Adapa, Dumuzi est souvent indiqué comme le gardien du palais d'Anu au côté du dieu Ningishzida et il semble étrange que deux dieux chthoniens se trouvent dans le ciel d'Anu. Mais, Georges Roux remarque que rien dans le mythe n'indique que Dumuzi et Ninghishzida sont des gardiens : ils sont là en qualité de dieux des dattiers. Le vent du sud dont Adapa a brisé les ailes est un vent annuel bien connu des mésopotamiens : le sûtu. Chaud, humide et désagréable, ce vent d'une force redoutable entraîne inconfort, tempêtes et favorise parfois les maladies. Mais, il amène aussi les pluies et fait fructifier les dattiers. Sans lui, aucun fruit ne se développe ni ne mûrit sur l'arbre. Pour l'assyriologue Georges Roux, il est donc tout à fait normal qu'Adapa, en route vers le palais d'Anu rencontre sur son chemin Ningishzida et Dumuzi forts contrariés par l'absence du vent bénéfique aux dattiers dont ils sont les protecteurs. Adapa, en habits de funérailles annonce qu'il est en deuil parce-que « deux dieux ont disparu dans le pays » et présente ainsi indirectement ses regrets aux deux dieux fâchés. Il reconnaît également leur double nature de dieux des dattiers et de dieux mourants,.
Mais, l'historien Bendt Alster conteste les origines végétales de Dumuzi :
1. c'est seulement dans la mesure où il a emprunté certaines caractéristiques au dieu Damu (à l'origine une divinité indépendante et une véritable divinité de la végétation) que l'on suppose que Dumuzi est apparenté aux divinités de la végétation ;
2. la vraie nature de Dumuzi est celle du berger, cela est illustré par la lutte qui oppose Dumuzi et Enkimdu ;
3. Dumuzi est un roi humain transformé en dieu par son union avec la déesse Innana. En cette qualité, il est repris, au mieux dans la Liste royale sumérienne comme « Roi berger » (Première dynastie archaïque avant le déluge) ou, plus tardivement, comme le petit-fils d'Enmerkar et prédécesseur de Gilgamesh (Première dynastie d'Uruk) sous le nom de « Roi pêcheur » ;
4. la disparition ou le mariage de Dumuzi liés aux cycles de la végétation ne signifie pas nécessairement que Dumuzi est un dieu de la végétation. Sa disparition peut tout aussi bien symboliser le moment où la saison chaude rend la terre complètement stérile, ce qui implique la fin de la saison de production de lait de la bergerie.

## Les temples dédiés à Dumuzi

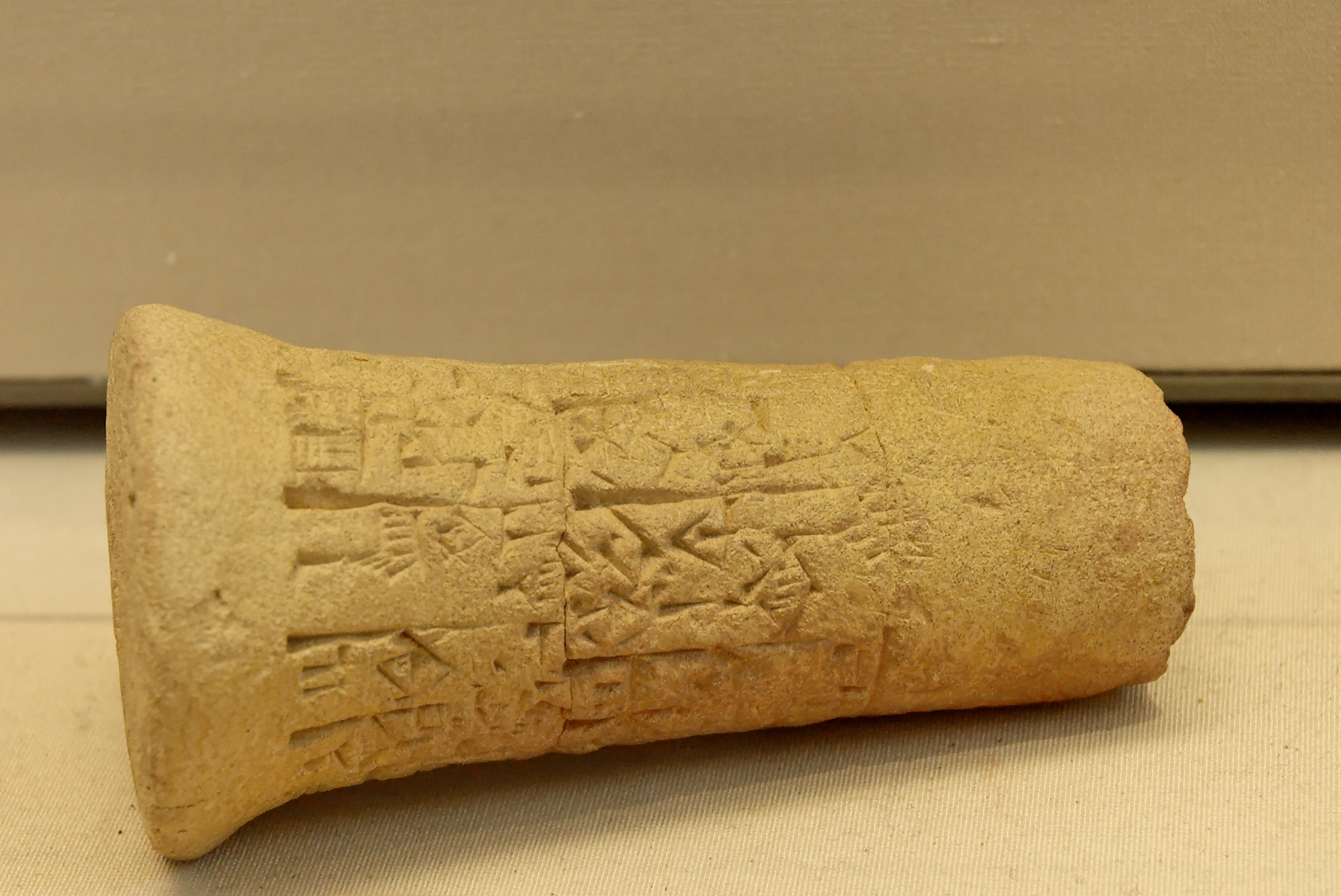
Clou de fondation portant une inscription du roi En-metena de Lagash commémorant la construction du temple de Dumuzi à Bad-Tibira, musée du Louvre.

Deux temples majeurs dédiés à Dumuzi sont connus : un à Bad-Tibira et un à Girsu. À Bad-Tibira, il a pour nom cérémoniel Emush (kalamma) (« Maison qui est l'éclat (du pays) »). Il est attesté dès la période pré-sargonide (2400 av. J.-C.), lorsqu'il est construit ou reconstruit par En-metena de Lagash pour Lugal-Emush (« Roi de l'Emush », un nom local qui désigne Dumuzi en lien avec son temple) et Inanna. Ce temple est encore renseigné durant la période paléo-babylonienne,,.
Dans les textes qui décrivent la vie et la mort de Dumuzi — notamment le Rêve de Dumuzi — le berger a l'habitude de faire paître ses moutons dans une steppe désignée « Arali ». Là, se trouve également la bergerie de laquelle le jeune dieu est emmené dans le Kur par les démons. Durant la période paléo-babylonienne, le nom de la steppe « Arali » est tellement identifié à la mort de Dumuzi qu'il devient un mot pour désigner les Enfers. Il semble, dès lors, que sa signification originelle comme nom géographique concret soit oubliée. Un temple nommé « Éarali » (qu'Horowitz traduit par fosse d'Arali et que Pascal Attinger traduit par talus d'Arali) dédié à Dumuzi situé près de Bad-Tibira pourrait être un sanctuaire considéré comme le lieu où les démons « Gallu » ont emmené le dieu aux Enfers. Dominique Charpin parle d'un temple « Éarali » similaire situé à Isin auquel il donne la signification de « Temple, Monde inférieur ».
Dans les talus de l'Arali, ils [les gallu] s'en prennent à lui [Dumuzi].

Les larmes montent aux yeux de Dumuzi, il sanglote.
— Le Rêve de Dumuzi - Littérature sumérienne
Un temple dédié à Dumuzi est documenté à Girsu durant la période de la Troisième Dynastie d'Ur. Les sources cunéiformes indiquent par ailleurs que Dumuzi dispose d'autres sanctuaires dans d'autres cités du sud mésopotamien, dans l'Eanna à Uruk et à Ur, dans le « E-igarasu » ou « Temple empli de graisse ». Dans le nord, il dispose d'une chapelle dans le temple du dieu Assur à Assur ainsi que d'une paire de ziggurats jumelles dans le temple d'Ishtar d'Akkad.
La découverte en 1965 d'un fragment de statue revêtue de l'inscription d'Ama-Ushumgal et la présence de documents attestant des rites de lamentations font également penser que le sanctuaire de Belet-ekallim — sanctuaire intégré au palais de Mari au IIe millénaire av. J.-C. — est probablement dédié à Dumuzi.

## Les rites relatifs à Dumuzi

### Le cycle de la nature et la nature du roi

#### Vie et fêtes du printemps
Les plus anciens rites et célébrations relatifs à Dumuzi connus sont ceux qui symbolisent son union avec la déesse Inanna dans le courant du  IIIe millénaire av. J.-C. L'union de la déesse et de Dumuzi semble issue d'un rituel lié à la récolte des dates dans lequel Inanna, protectrice des greniers et des silos, attire et accueille Dumuzi producteur de dattiers. Cette union crée ainsi prospérité et abondance auprès de la collectivité.
À l'origine, la célébration de cette union découle d'une croyance, antérieure à Dumuzi, selon laquelle il existe un lien établi entre, d'une part, le mariage de la déesse avec un principe masculin et, d'autre part, la reproduction des animaux, le renouveau des plantes et des fruits. Cette croyance est issue d'anciennes traditions rattachées aux premiers âges d'Uruk et à la Préhistoire,. La particularité des mésopotamiens est d'adjoindre la personne du roi à cette croyance,. C'est notamment marqué par le rituel mésopotamien du Mariage sacré dans le temple d'Inanna au cours duquel les rois sumériens interprétant Dumuzi s'unissent rituellement à la déesse, pour marquer le retour du printemps ou lors de leur intronisation.
Cependant, durant la période Akkadienne, bien qu'elle soit fortement implicite dans les textes littéraires et mythologiques, l'association de Dumuzi avec Inanna/Ishtar est moins visible dans les représentations graphiques de cette période. Dumuzi est souvent représenté avec des symboles pastoraux, affirmant son rôle de berger et sa proximité avec la fertilité.
Il y a quelques preuves de l'existence de cultes relatifs à Dumuzi à Shuruppak, Adab, Nippur, Ur et Lagash où le dieu est connu sous le nom de « Lugal-Urukar ». Durant la troisième dynastie d'Ur, au douzième mois du calendrier (mois de mars) — portant le nom de « Dumuzi » —, une fête nommée « fête de Dumuzi » était célébrée à Umma et à Ki-dingir. Tandis qu'à Lagash, le sixième mois du calendrier (fin de l'été) était alors nommé « Mois du festival de Dumuzi » (itiezem-dDumuzi), ce qui laisse supposer que cette fête s'y déroulait alors. Une seule mention de « Dumuzi » et deux listes de dépenses pour les cadeaux de mariage au dieu ont été interprétées comme une preuve de célébration d'un rite du Mariage sacré à Umma. Une partie importante du culte consistait en un voyage de la statue du dieu à travers les villes voisines. Le Dumuzi local d'Uruk est connu pour avoir visité Ki-dinger et Apisal. Dans le domaine de Lagash, Dumuzi et deux autres divinités voyageaient par bateau pendant trois jours et trois nuits pour visiter les champs et les vergers locaux,,.
Pendant cette période de la troisième dynastie d'Ur, l'iconographie montre Dumuzi dans un rôle plus explicitement associé à Inanna, notamment à travers des représentations où il est possible de les identifier ensemble. Ces représentations illustrent leur relation amoureuse et divine. Leur association est soulignée par des éléments tels que Dumuzi tenant la main d'Inanna/Ishtar ou étant à proximité immédiate, ce qui symbolise leur intimité.

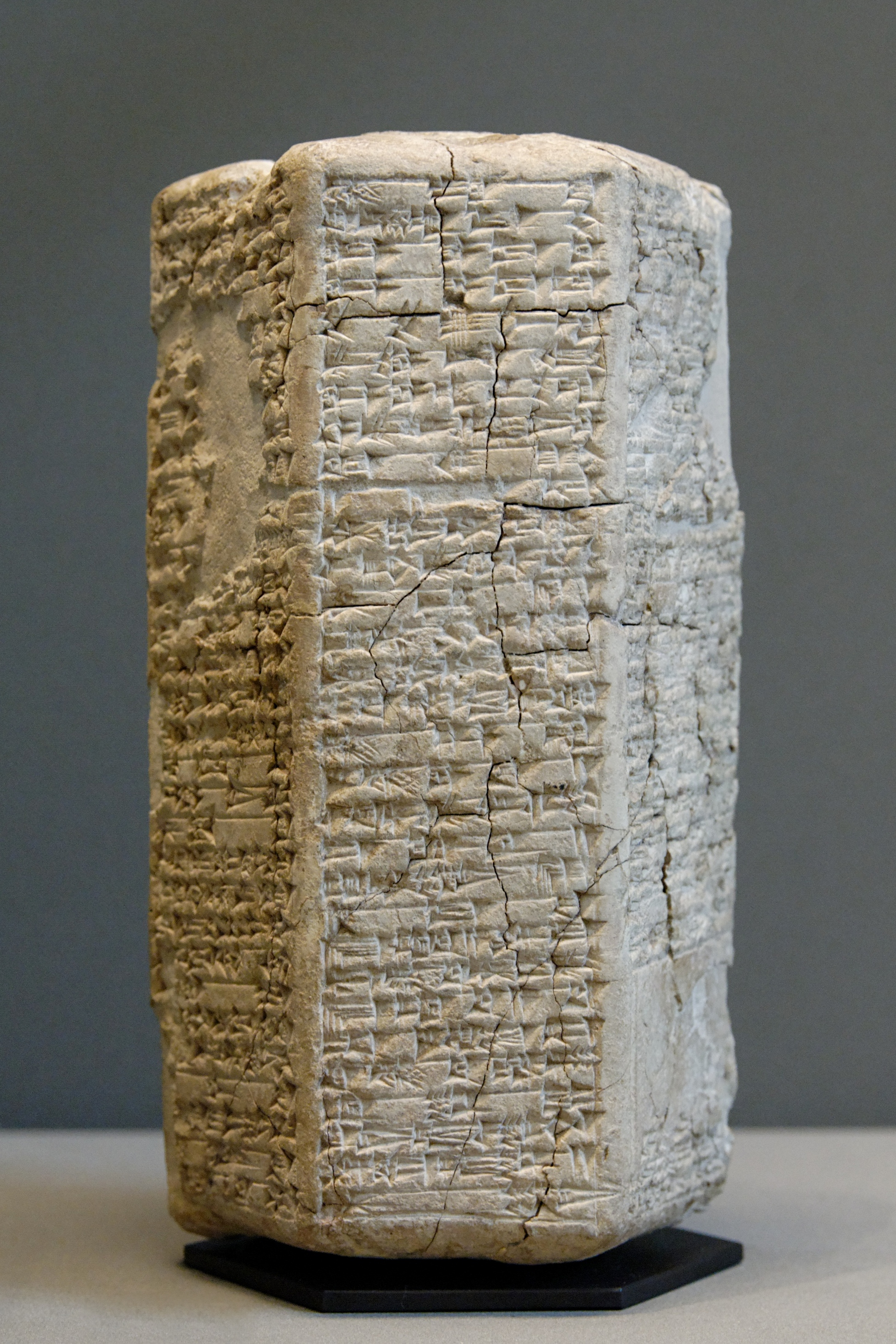
Hymne à Iddin-Dagan, roi de Larsa. Argile inscrite en sumérien, vers -1950, musée du Louvre.

C'est sous le règne du roi Shulgi d'Ur puis sous la première dynastie d'Isin que le rite du Mariage sacré, jusque-là centré sur le retour de la belle saison et de l'abondance, semble glisser vers un aspect plus politique : il donne au roi de Sumer, où que se trouve sa capitale, non seulement le titre de « mari d'Inanna » mais il devient aussi le Dumuzi incarné sur Terre. Il occupe ainsi sa position de roi en tant qu’intermédiaire entre les dieux et les hommes. À partir de la période d'Isin-Larsa, le lieu du rite est fort probablement déplacé du temple d'Inanna vers le palais royal de la capitale d'Isin.
L'hymne au roi Iddin-Dagan apporte de nombreuses informations sur le Mariage sacré au début du IIe millénaire av. J.-C. : il se déroulerait au nouvel an pendant deux jours de liesse très semblables aux carnavals modernes (travestissements, musique et parade du roi et de la déesse). Au premier jour, la déesse Inanna, habillée d'un halo de lumière, est supposée descendre sur Terre. Le roi et Inanna paradent ensuite devant les habitants de la ville. Un lit royal est préparé et l'union de la déesse avec le roi — qui incarne Ama-ushumgal-anna (Dumuzi) — se déroule au palais. La façon dont se déroule concrètement l’union rituelle fait l’objet de nombreuses conjectures. Il est impossible de dire si les récits arrivés jusqu'à nous décrivent un rite au cours duquel le roi a concrètement une relation sexuelle avec son épouse ou avec une prêtresse qui représente la déesse, ou s'il s'agit de descriptions littéraires et théâtrales qui, en fait, concernent seulement l'élévation temporaire du roi au niveau honorifique de « mari d'Inana ». L’historien Jean Bottéro semble pencher pour la première hypothèse. Pour lui « la nuit de noces était réellement et matériellement consommée par le roi en personne, jouant le rôle de Dumuzi, et, pour celui d'Inanna, par une lukur, une prêtresse ». D'autres historiens, comme Philip Jones, considèrent cette union comme une « construction intellectuelle » et penchent pour la seconde hypothèse. Véronique Grandpierre souligne que le roi, même s’il se déplaçait jusqu’au temple d’Inanna, ne participait pas au rituel d’union en tant que tel et Francis Joannes parle de représentation en la matière de « statues divines à l’intérieur des sanctuaires » ou d’« humains qui incarnaient [les dieux] ». Lors de cette union, la lumière qui enveloppe Inanna est censée être transmise au roi. La cérémonie se termine par un grand banquet au palais, à la suite de quoi chacun s'en va pour une nuit de repos au cours de laquelle tout le monde dort sur les toits et sur les remparts de la ville. Inanna apparaît alors dans les rêves des « têtes noires » (les sujets), y bénit les bienfaisants et y punit les malfaisants. Le lendemain, les entrepôts sont réputés remplis et les offrandes au temple de la déesse peuvent commencer.
La période Paléo-Babylonienne voit le rite du Mariage sacré perdre progressivement de son importance même si la vision du roi époux de la déesse semble s'être perpétuée longtemps, le roi s'identifie de moins en moins à Dumuzi qui se trouve relégué à des tâches de protection du foyer et de guide vers les Enfers. Ainsi, un texte du VIIe siècle av. J.-C. décrit le roi Sargon d'Akkad en ces termes : « Alors que (moi, Sargon) j'étais ainsi jardinier, la déesse Ishtar se prit d'amour pour moi, et c'est ainsi que, pendant cinquante-six ans, j'ai exercé la royauté ».
Pourtant, l'iconographie met davantage en évidence l'association de Dumuzi avec Inanna/Ishtar sur des plaques de terre cuite et des figurines, ceci jusqu'à la fin du IIe millénaire. Dumuzi est fréquemment montré dans un contexte domestique, souvent en compagnie d'Inanna/Ishtar, ce qui souligne son rôle pour cette période dans la magie privée et la protection contre la sorcellerie. Leur relation est également évoquée dans des incantations d'amour et des rituels domestiques, en particulier contre les affections liées à la fertilité et la procréation où leur simple présence visuelle est considérée comme suffisante pour le succès du rituel.

#### Mort et lamentations
Cependant, malgré son mariage avec une déesse, Dumuzi n'a jamais vraiment rejoint les divinités urbaines de Sumer. Comme berger, il reste mortel et sa place est donc dans la steppe avec son troupeau.
Ainsi, l'autre aspect du culte de Dumuzi consiste en des lamentations sur sa mort. Cela remonte également au IIIe millénaire av. J.-C.. Des lamentations pour Dumuzi sont attestées pour les villes de Mari et de Ninive (période paléo-babylonienne). À Mari, l'usage d'une grande quantité de céréales pour les pleureuses ainsi que le nettoyage régulier des statues d'Ishtar et de Dumuzi sont comptabilisés. Ces rites de lamentations avaient lieu au cours du quatrième mois, à la mi-été et servaient à interpréter le deuil dans lequel sont plongées la mère de Dumuzi, Ninsun (ou Duttur, la brebis divine), sa sœur Geshtinanna et même son épouse Inanna.
Il semble que les mythes du Rêve de Dumuzi et de la Descente d'Inanna aux Enfers fournissent de précieuses indications à propos du déroulement des prières aux morts et des lamentations dans la société mésopotamienne. Pour la chercheuse Bénédicte Cuperly, Dumuzi ne fuit pas la mort, mais meurt directement après qu’Inanna l'a indiqué aux démons comme son substitut aux Enfers. Inanna et son frère Utu chassent ensuite les démons pour s'assurer de l'accomplissement de rites funéraires. Les transformations de Dumuzi, ses évasions et les prières qu’il adresse à Utu sont des rituels qui permettent l’élaboration de son « Gedim » et évitent au mort un effacement complet. Ce faisant, la déesse donne à Dumuzi la possibilité de vivre sous une autre forme dans le monde des morts et le prépare ainsi à la possibilité de revenir parmi les vivants. Inanna ne tue pas Dumuzi sous la force de la colère, mais bien car le berger est le seul à pouvoir la remplacer dans les Enfers.
D'autres documents indiquent aussi que des cérémonies de lamentations à Dumuzi ont encore cours au IIe millénaire av. J.-C. dans le royaume de Mari, notamment l'enregistrement d'une dépense d'huile « pour l'enterrement de Dumuzi » et d'un autre enregistrement « pour Dumuzi, lorsqu'il est ressuscité ». Plusieurs entrées de Dumuzi dans le sanctuaire de Belet-ekallim sont également mentionnées. Au cours de la période néo-assyrienne (911-609), le culte de Dumuzi atteint son apogée avec un festival qui consiste en l’exposition (« Taklimtu ») du corps et des objets du dieu.
Toujours à Mari, au début du XVIIIe siècle av. J.-C., il semble plus spécifiquement associé aux nomades, qui sont les pasteurs par excellence dans cette région. Sa mort y est située en été (mois d’abûm), quand se déroule notamment une cérémonie d'enterrement de Dumuzi. Son retour a lieu six mois après, en hiver, moment de sa cérémonie de retour (dans le sanctuaire du palais royal) auprès de sa parèdre Annunitum, qui est un aspect d'Ishtar. Ce cycle correspond peut-être à Mari à l'alternance entre le moment de la vie nomade et de la guerre, activités masculines, et le moment de la vie sédentaire, au palais, dans un univers féminin. Le caractère féminin des rites purrait-être, par ailleurs, souligné par le passage 8:14 du Livre d'Ézéchiel, où il est mentionné un groupe de femmes pleurant Tammuz,.

### Tammuz et les morts

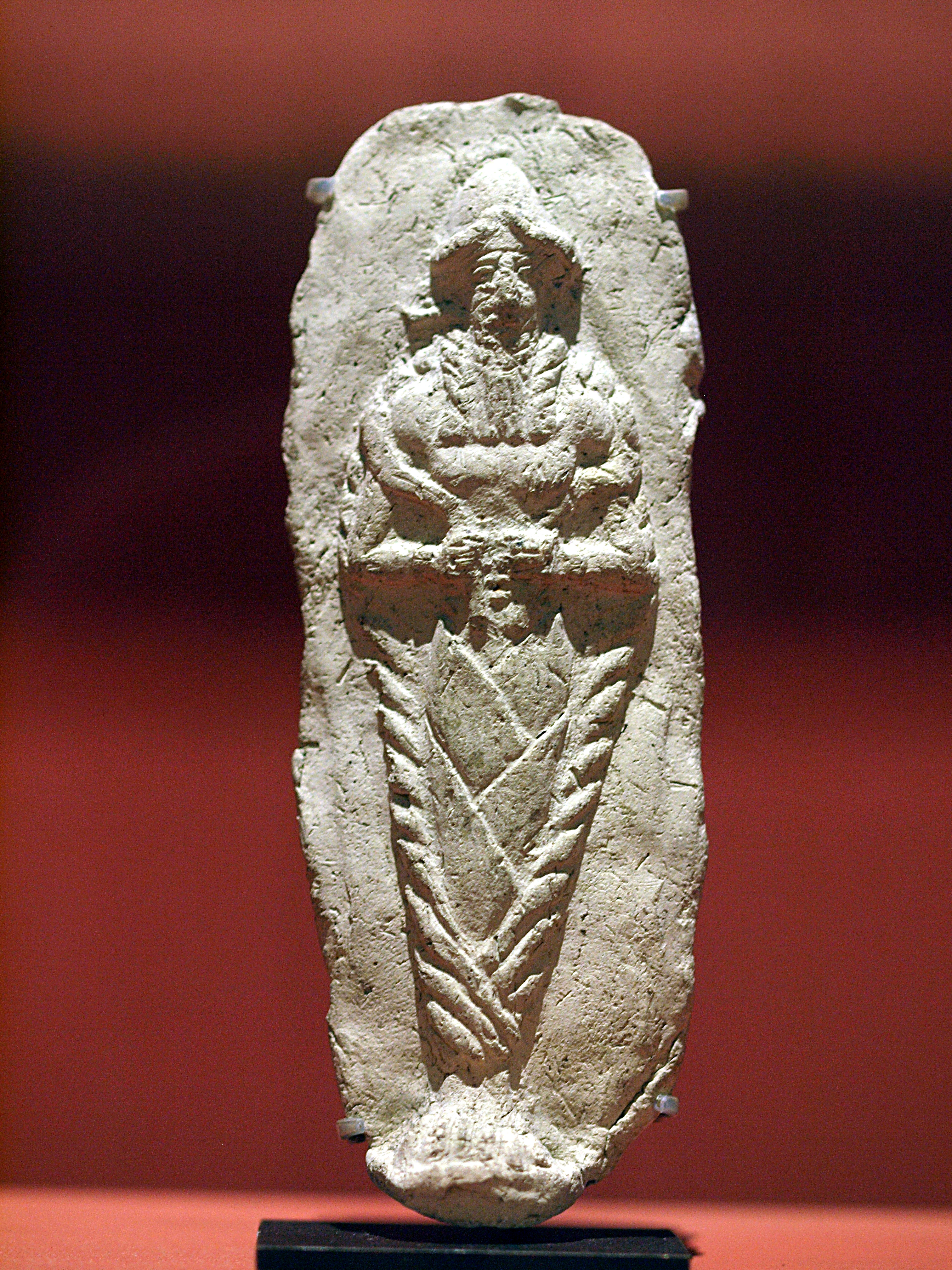
Plaquette représentant un dieu mort dans son cercueil, probablement Dumuzi. Époque paléo-babylonienne, terre cuite, musée du Louvre (no OA8823).

Après la chute de la dynastie d'Isin (XVIIIe siècle av. J.-C.), le rite du ⁣⁣Mariage sacré⁣⁣ est apparemment presque tombé dans l'oubli. Dumuzi, appelé Tammuz par les sémites, devient alors une divinité secondaire principalement rattachée aux Enfers. Dans cette optique, le mois de Tammuz passe au quatrième mois (juillet), début de la saison sèche qui correspond à la célébration de sa descente aux Enfers,. Cette célébration devient également l'occasion d'un rite d'exorcisme où les âmes errantes (etemmu) revenues des Enfers pour hanter les vivants — de même que les maladies et les troubles — étaient confiées à Tammuz afin qu'il les guide, en bon berger, vers l'endroit d'où elles ne devraient plus revenir.
À Babylone, dans le temple d'Ishtar, l'Eturkalama (en sumérien « La maison qui est la bergerie du peuple ») se déroule, durant le quatrième mois, une commémoration approximative de l'union d'Ishtar et de Tammuz. Ce rite toutefois fort éloigné du Mariage sacré initial est mélangé à d'autres mythes.
Néanmoins au premier millénaire avant notre ère, la tradition des lamentations à la mort de Dumuzi, fort répandue au cours de la Période paléo-babylonienne, ne semble pas s'être complètement évanouie car certaines lamentations en Emesal y traitent encore de Dumuzi. Cependant, il se peut que la tradition de Dumuzi ne se soit principalement maintenue qu'à travers les compositions d'Emesal qui concernent Inanna.

### Dumuzi, le dieu mourant
Le culte de Dumuzi semble revenir au goût du jour vers la fin du Ier millénaire av. J.-C. : partiellement assimilé à Osiris, il devient Adon (« notre seigneur » ou « notre maître »). Sa disparition était alors pleurée annuellement à Chypre, Jérusalem, Byblos et, plus tard, à Rome et en Grèce (durant un festival nommé « Deikrerion », nom dérivé du « Taklimtu ») sous le nom d'Adonis ou même en Phrygie sous le nom d'Attis. Le thème de la disparition et de la renaissance de la végétation en parallèle à la descente et la remontée d'un personnage divin se retrouve également dans plusieurs de ces mythes et, plus particulièrement, dans le mythe grec de Perséphone, fille de Déméter,. Ces nombreuses similitudes entre ces mythes et le cycle de Dumuzi amènent les historiens à penser que Dumuzi est le dieu prototype du dieu mourant.
Au cours de cérémonies qui ont lieu du 26e au 29e jour du mois de Abu (approximativement au mois d'août actuel) : pendant trois jours, le dieu Dumuzi remonte des Enfers avec les ancêtres des vivants, il est alors possible de demander directement aux morts de donner des conseils aux vivants ou de les prier de ne plus faire du mal aux vivants. À la fin du festival, Dumuzi représenté par une effigie allongée sur une couche, est renvoyé aux Enfers avec les ancêtres, mais également avec les fantômes indésirables qui hantent les vivants. Tant dans sa remontée qu'à sa descente, il est assisté par son épouse Inanna représentée par la maîtresse de la maison,.
Il reste, en outre, quelques traces du culte de Tammuz au début du Xe siècle apr. J.-C. Le dieu est cité dans l'introduction de L'Agriculture nabatéenne. Écrit ou traduit en arabe par l'écrivain araméen, Ibn Wahshiyya, le livre mentionne l'existence de rites de lamentations adressés à Tammuz. Ces rites sont effectués, pendant le mois de Tammuz, en majorité par des femmes sabéennes dans les environs de Bagdad et dans la ville d'Harran. À part la relation avec le thème de la mort, la signification originale de ces rites semble totalement oubliée : Tammuz est un pauvre homme tué plusieurs fois de suite de manière horrible et que l'on pleure depuis des générations. Il semble également possible que, par conversion — forcée ou non — de sabéens au christianisme ou par la cohabitation entre chrétiens et sabéens à Harran, les lamentations pour Tammuz se soient progressivement transformées en lamentations pour le martyre de saint Georges,— ceci, par l'entremise d'un personnage que les chrétiens de l'époque connaissent sous le nom de « Jūrjīs » fêté de même manière que Tammuz.

## Tammuz et la Bible
Le nom de Tammuz apparaît dans la Bible, dans le Livre d'Ézéchiel. 

« Et il me conduisit à l'entrée de la porte de la maison de l’Éternel, du côté du septentrion. Et voici, il y avait là des femmes assises, qui pleuraient Tammuz. »

— Ézéchiel 8:14
 Cette vision peut être rapprochée du verset suivant, celle où le prophète a vu des hommes adorer le Soleil à l'entrée du temple lui-même (Ézéchiel 8:16). Ces deux versets qui symbolisent le passage du printemps à l'été brûlant (soleil) peuvent être considérés comme des exemples d'influence babylonienne sur le culte d'Israël.
Pour le théologien Inchol Yang, ces lamentations pour Tammuz, souvent considérée par les chercheurs comme un rite de fertilité, reflète en réalité une lamentation pour le retour de Yahvé après la destruction de Jérusalem. Inspiré des lamentations des villes sumériennes, où les prêtres récitaient des prières pour le retour du dieu Dumuzi et la restauration des villes, le rituel décrit dans le  Livre d'Ézéchiel exprime un désir similaire de rétablissement divin. Les femmes israélites, comme les prêtres sumériens, utilisaient ces lamentations pour invoquer le retour de leur divinité disparue, Yahvé, espérant ainsi la reconstruction de Jérusalem.

Il n'y a pas d'autres indications du culte de Tammuz dans l'Ancien Testament. Cependant, il pourrait être rapporté au culte d'Hadadrimmon visé dans un verset du Livre de Zacharie. Verset dans lequel le prophète parle du deuil rendu au roi Josias comparable à d'autres lamentations rituelles probablement effectuées dans la vallée de Megiddo,.

« Ce jour-là, le deuil sera grand à Jérusalem, comme le deuil d'Hadadrimmon dans la vallée de Megiddo. »

— Zacharie 12:11
 Bendt Alster voit aussi un rapport entre Tammuz et la divinité « al hemdat nashîm » (« chère aux femmes ») dans le Livre de Daniel. 

« Il n'aura égard ni aux dieux de ses pères, ni à la divinité chère aux femmes ; il n'aura égard à aucun dieu, car il se glorifiera au-dessus de tous. »

— Daniel 11:37
L’historien Samuel Noah Kramer voit une relation entre les chants du Mariage Sacré sumérien et plusieurs passages du Cantique des Cantiques. Ils sont, comme dans les chants anciens, principalement composés par des monologues et des dialogues chantés par les amants et par des refrains chantés en chœur où l'amant est cité à la fois comme « roi » et « berger ».

« Dis-moi, ô toi que mon cœur aime, où tu fais paître tes brebis, où tu les fais reposer à midi ; car pourquoi serais-je comme une égarée près des troupeaux de tes compagnons ?
Si tu ne le sais pas, ô la plus belle des femmes, sors sur les traces des brebis, et fais paître tes chevreaux près des demeures des bergers. »

— Cantique des cantiques 1:7 et 1:8
En outre, malgré les différences entre les deux cultes, il se pourrait que le mythe de la mort de Dumuzi préfigure la Passion de Jésus-Christ. Certains points communs se retrouvent dans les deux traditions ; par exemple, le rôle de substitut-vicaire de l'humanité tenu par les deux personnages, des qualités comme « berger » ou « oint », une résurrection après trois jours et trois nuits dans le monde inférieur (le temps pendant lequel Inanna est restée aux Enfers) ou le rapprochement avec Damu, dieu médecin soignant à l'aide d'exorcismes.